# A Wireless Rescue
A Wireless Rescue è un cortometraggio muto del 1915 diretto da Theodore Marston.

## Produzione
Il film fu prodotto dalla Vitagraph Company of America.

## Distribuzione
Distribuito dalla General Film Company, il film - un cortometraggio in due bobine - uscì nelle sale cinematografiche statunitensi il 23 marzo 1915.